# Nemoria disjuncta
Nemoria disjuncta là một loài bướm đêm trong họ Geometridae.